# Samuel Smith (Marylandpolitiker)
Samuel Smith, född 27 juli 1752 i Carlisle, Pennsylvania, död 22 april 1839 i Baltimore, Maryland, var en amerikansk politiker. Han representerade delstaten Maryland i båda kamrarna av USA:s kongress, i representanthuset 1793–1803 och 1816–1822 samt i senaten 1803–1815 och 1822–1833. Han var tillförordnad talman i senaten, president pro tempore of the United States Senate, 1805–1808 och 1828–1831. Han var först demokrat-republikan och sedan demokrat. Han var bror till Robert Smith.
Smith deltog i amerikanska revolutionskriget som officer i kontinentala armén. Han var ledamot av Maryland House of Delegates, underhuset i delstatens lagstiftande församling, 1790–1792. Han var med om att slå ner Whiskeyupproret som befälhavare för Marylands milistrupper. Han deltog även i 1812 års krig och var 1814 ansvarig för försvaret av staden Baltimore i slaget vid Baltimore.
Smith efterträdde 1793 William Vans Murray som kongressledamot. Han efterträdde sedan 1803 John Eager Howard i USA:s senat. Hans andra mandatperiod i senaten löpte ut 1815 och delstatens lagstiftande församling kunde inte enas om en efterträdare. I januari 1816 valdes sedan federalisten Robert Goodloe Harper till hans efterträdare i senaten.
Smith fyllnadsvaldes i januari 1816 till representanthuset. Senator William Pinkney avled 1822 i ämbetet och efterträddes av Smith. Han efterträddes 1833 som senator av Joseph Kent. Smith var borgmästare i Baltimore 1835-1838.
Smith var presbyterian. Han gravsattes på Westminster Burial Ground i Baltimore.